# استاروکاراگوشوو
استاروکاراگوشوو (انگلیسی: Starokaragushevo) یک شهرک در شهرستان بورایفسکی باشقیرستان کشور روسیه است.